# Ann-Monika Pleitgen
Ann-Monika Pleitgen, geborene Ann-Monika Koepchen (* 2. Juni 1941 in Essen; † 7. November 2024 in Hamburg), war eine deutsche Schauspielerin und Schriftstellerin.

## Leben
Ann-Monika Pleitgen war die Tochter des Industriellen Hans Koepchen, ihr Bruder Hans-Peter Koepchen war Automobilrennfahrer. In erster Ehe war sie mit dem Schauspieler Folker Bohnet verheiratet. Von 1981 bis zu dessen Tod im Februar 2018 war sie mit dem Schauspieler Ulrich Pleitgen verheiratet. Bis in die 1980er Jahre arbeitete sie als Schauspielerin (u. a. an den Städtischen Bühnen Köln, am Berliner Schiller-Theater und am Bochumer Schauspielhaus) sowie als Synchronsprecherin. In der Zeit der Ehe mit Ulrich Pleitgen war sie für ihn als Managerin tätig, gemeinsam schrieben sie verschiedene Beiträge für Anthologien und Zeitschriften.
Ihr in Koproduktion mit ihrem Sohn aus erster Ehe, dem Physiker und Autor Ilja Bohnet, entstandener Kriminalroman Freitags isst man Fisch wurde 2010 für den Friedrich-Glauser-Preis in der Kategorie „Debüt“ nominiert. Das Autorengespann Bohnet/Pleitgen hat zwei weitere Krimis um die Figur der Physikerin Nikola Rührmann veröffentlicht.
Im November 2024 starb sie im Alter von 83 Jahren.

## Filmografie (Auswahl)
- 1966: Hurra, die Rattles kommen (Regie: Alexander Welbat, Produktion: Wenzel Lüdecke)
- 1972: Harlis (Ernst-Lubitsch-Preis, Regie: Robert van Ackeren, Produzent: Wenzel Lüdecke)
- 1973: Federlesen (Regie: Eberhard Itzenplitz)
- 1976: Das feuerrote Spielmobil (Fernsehserie, 2 Folgen)
- 1976: Rappelkiste (Fernsehserie, 1 Folge)
- 1976: Eheschwindel (Autor und Regie: Michael Strauven)

## Schriften
- Beitrag in: Nele-Marie Brüdgam (Hrsg.): An seiner Seite. Frauen prominenter Männer erzählen. Eichborn, Frankfurt am Main 2007, ISBN 978-3-8218-5650-6.
- Freitags isst man Fisch. Argument, Hamburg 2009, ISBN 978-3-86754-177-0.
- Kein Durchkommen. Argument, Hamburg 2010, ISBN 978-3-86754-183-1.
- Teilchenbeschleunigung. Argument, Hamburg 2012, ISBN 978-3-86754-191-6.